# Лайтіла
Ла́йтіла (фін. Laitila [ˈlɑitilɑ], швед. Letala) — місто в провінції Південно-західна Фінляндія в губернії Західна Фінляндія.
Населення — 8,526 осіб (2014), площа — 545,33 км², водяне дзеркало — 13,65 км², щільність населення — 16,04 осіб/км².

## Історія
Місто засноване в 1868, статус міста отримало в 1986. У місті є церква св. Михайла, побудована в пізньому готичному стилі кінця XV ст. Старовинному селу «Унтамала», що в околицях міста, за твердженнями істориків — 2 тисячі років.

## Економіка
1973 — Ярмо Лайне була заснована компанія Laitilan Metalli Laine Oy, що є основою сучасного машинобудування.
1975 — заснована компанія Naval.
1993 — заснована фірма Tommi Laine Trading Oy, що виготовляє обладнання для розпиляння деревини.
Завод з виробництва безалкогольних напоїв.

## Міста-побратими
- Херрюда (швед. Härryda (commune)), Швеція
- Виру, Естонія